# Cryptadaeum capense
Cryptadaeum capense is een hooiwagen uit de familie Triaenonychidae.